# Franz Oberacher
Franz Oberacher (ur. 24 marca 1954 w Natters) – austriacki piłkarz występujący na pozycji napastnika.

## Kariera klubowa
Oberacher zawodową karierę rozpoczynał w 1974 roku w klubie SSW Innsbruck. W 1975 roku zdobył z zespołem mistrzostwo Austrii oraz Puchar Austrii. W 1976 roku wywalczył z nim wicemistrzostwo Austrii. W 1977 roku ponownie wygrał z klubem mistrzostwo Austrii. Natomiast w 1978 roku oraz w 1979 roku zwyciężył z nim w rozgrywkach Pucharu Austrii.
Latem 1979 roku Oberacher odszedł do niemieckiego 1. FC Nürnberg z 2. Bundesligi. W 1980 roku awansował z nim do Bundesligi. W tych rozgrywkach zadebiutował 16 sierpnia 1980 w przegranym 1:2 meczu z VfB Stuttgart. W 1. FC Nürnberg Oberacher grał przez dwa lata. W tym czasie w jego barwach rozegrał 56 spotkań i zdobył 21 bramek.
W 1981 roku przeniósł się do holenderskiego AZ Alkmaar. W 1982 roku zdobył z nim Puchar Holandii. W tym samym roku powrócił do Austrii, gdzie został graczem Austrii Klagenfurt. W 1987 roku zakończył karierę.

## Kariera reprezentacyjna
W reprezentacji Austrii Oberacher zadebiutował w 1976 roku. W 1978 roku został powołany do kadry na Mistrzostwa Świata. Zagrał na nich w meczu z RFN (3:2). Z tamtego turnieju Austria odpadła po drugiej rundzie. W latach 1976–1985 w drużynie narodowej Oberacher rozegrał w sumie 8 spotkań i zdobył 1 bramkę.